# Valentina Vladimirovna Tereshkova
Valentina Vladimirovna Tereshkova (sinh ngày 6 tháng 3 năm 1937) là một kỹ sư người Nga, nghị sĩ Duma Quốc gia và cựu phi hành gia Liên Xô. Bà là người phụ nữ đầu tiên bay vào không gian thông qua sứ mệnh Vostok 6 vào ngày 16 tháng 6 năm 1963. Tổng cộng, Tereshkova đã bay quanh quỹ đạo Trái Đất 48 lần trong gần ba ngày trên vũ trụ. Bà cũng là người phụ nữ đầu tiên thực hiện một sứ mệnh không gian đơn lẻ và là phi hành gia thuộc chương trình Vostok duy nhất còn sống. Ở độ tuổi 26 vào thời điểm tiến hành nhiệm vụ, Tereshkova là người phụ nữ trẻ nhất từng bay vào không gian theo định nghĩa quốc tế về độ cao 100 km, cũng như là người phụ nữ trẻ nhất bay lên quỹ đạo Trái Đất.
Trước khi được chọn vào chương trình không gian Liên Xô, Tereshkova làm công nhân cho nhà máy dệt may và là một người chơi nhảy dù nghiệp dư. Bà gia nhập Không quân với tư cách là thành viên của Đoàn Phi hành gia và được bổ nhiệm làm sĩ quan sau khi hoàn thành khóa đào tạo. Dù nhóm nhà du hành vũ trụ nữ đầu tiên đã bị giải thể vào năm 1969, Tereshkova vẫn ở lại chương trình không gian, đảm nhận việc hướng dẫn cho các phi hành gia. Về sau, nữ kỹ sư tốt nghiệp Học viện Kỹ thuật Không quân Zhukovsky và có lần thứ hai đủ điều kiện bay vào vũ trụ, nhưng bà đã không tiến hành thêm sứ mệnh nào nữa. Bà nghỉ hưu ở Không quân vào năm 1997 với cấp bậc thiếu tướng.
Tereshkova là một nhân vật nổi bật của Đảng Cộng sản Liên Xô, từng nắm giữ nhiều chức vụ chính trị khác nhau bao gồm cả thành viên Đoàn Chủ tịch Xô viết Tối cao từ năm 1974 đến năm 1989. Sau khi Liên Xô giải thể, bà vẫn hoạt động chính trị tích cực nhưng đã có hai lần thất bại trong cuộc bầu cử vào Duma Quốc gia các năm 1995 và 2003. Tereshkova sau đó trúng cử quốc hội khu vực Duma tỉnh Yaroslavl vào năm 2008. Năm 2011, bà được bầu vào Duma Quốc gia với tư cách là đảng viên Đảng Nước Nga Thống nhất cầm quyền và tái đắc cử vào các năm 2016 và 2021.
Tereshkova có cấp bậc công vụ cấp liên bang là Ủy viên Hội đồng Nhà nước Đương nhiệm hạng 1 của Liên bang Nga. Năm 2022, nữ chính trị gia bỏ phiếu ủng hộ việc Nga xâm lược Ukraina, dẫn đến nhiều lệnh trừng phạt quốc tế chống lại bà.

## Đầu đời
Valentina Vladimirovna Tereshkova chào đời ngày 6 tháng 3 năm 1937 tại Bolshoye Maslennikovo, một ngôi làng nằm bên sông Volga cách Moskva 270 kilômét (170 mi) về phía đông bắc và là một phần của tỉnh Yaroslavl  ở miền trung nước Nga. Tereshkova có phụ huynh đều là dân nhập cư từ Belarus. Cha của bà, ông Vladimir Tereshkov, từng làm người lái máy cày và phục vụ với vai trò trung sĩ chỉ huy xe tăng trong Lục quân Xô Viết. Vladimir đã hy sinh trong Chiến tranh Liên Xô – Phần Lan khi Tereshkova chỉ mới hai tuổi. Ông cùng mẹ của bà là Elena Fyodorovna Tereshkova có với nhau ba người con. Sau khi chồng mình qua đời, Elena cùng gia đình chuyển đến Yaroslavl để tìm kiếm cơ hội việc làm tốt hơn và được nhận vào làm ở nhà máy sợi Krasny Perekop.
Tereshkova bắt đầu nhập học từ năm 8 tuổi và tốt nghiệp 8 năm sau đó. Ban đầu, bà làm việc tại một nhà máy sản xuất lốp xe, sau đó chuyển sang nhà máy dệt, nhưng vẫn tiếp tục việc đèn sách bằng cách tham gia các khóa học qua thư và lấy tấm bằng tốt nghiệp Trường Kỹ thuật Công nghiệp Nhẹ vào năm 1960. Tereshkova cũng bắt đầu quan tâm đến môn nhảy dù từ khi còn nhỏ và từng được đào tạo nhảy dù tại câu lạc bộ bay (aeroclub) ở địa phương. Trong thời gian làm công nhân dệt, bà đã giấu gia đình để tham gia huấn luyện trở thành vận động viên nhảy dù thi đấu. Tereshkova còn tham gia Komsomol (Đoàn Thanh niên Cộng sản) địa phương tại Yaroslavl, từng giữ chức bí thư của tổ chức này vào các năm 1960 và 1961. Năm 1962, bà trở thành đảng viên Đảng Cộng sản Liên Xô.

## Chương trình không gian Liên Xô

### Tuyển chọn và huấn luyện

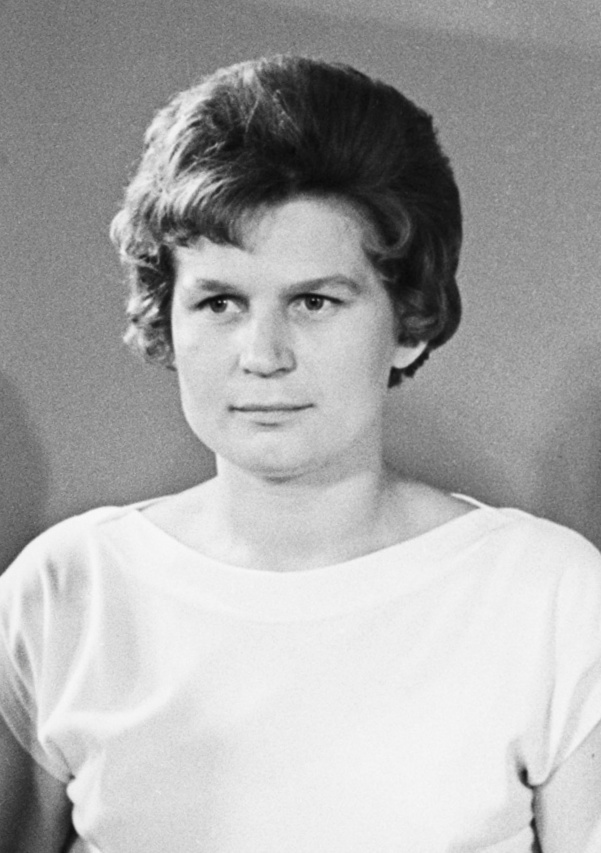
Tereshkova, tháng 1 năm 1963

Trước khi gia nhập chương trình, Tereshkova không hề bày tỏ chút hứng thú nào với việc bay vào không gian. Thay vào đó, kinh nghiệm nhảy dù đã góp phần giúp bà được chọn làm phi hành gia. Sau chuyến bay năm 1961 của Yuri Alekseyevich Gagarin, người chỉ huy việc huấn luyện phi hành gia là Nikolai Petrovich Kamanin biết được trên phương tiện truyền thông Mỹ rằng nước này đang đào tạo các nữ phi công cho sứ mệnh không gian. Trong nhật ký của mình, ông viết: "Chúng ta không thể để phụ nữ đầu tiên bay vào vũ trụ là người Mỹ. Đây sẽ là một sự xúc phạm đến lòng yêu nước của phụ nữ Liên Xô". Một quyết định phê chuẩn đã được đưa ra để đưa năm nữ phi hành gia vào nhóm tiếp theo, với quá trình đào tạo sẽ bắt đầu vào năm 1963. Nhằm tăng khả năng hoàn thành mục tiêu, các phi hành gia nữ đã tiến hành đào tạo trước phi hành gia nam. Quy định yêu cầu nhà du hành vũ trụ tiềm năng phải là người nhảy dù dưới 30 tuổi, cao dưới 170 cm (5 ft 7 in), nặng không quá 70 kg (154 lb). Đến tháng 1 năm 1962, Hội Tình nguyện Hợp tác với Lục quân, Không quân và Hải quân (DOSAAF) đã chọn ra 400 ứng viên để xem xét. Sau vòng sàng lọc ban đầu, 58 ứng viên đáp ứng được yêu cầu, và Kamanin tiếp tục giảm xuống còn 23 ứng viên. Vào ngày 16 tháng 2 năm 1962, cùng với bốn ứng cử viên khác, Tereshkova được chọn vào đoàn phi hành gia nữ.
Do không có kinh nghiệm quân sự trước đó, họ đều bắt đầu với cấp bậc binh nhì trong Không quân Liên Xô. Chương trình đào tạo bao gồm các bài kiểm tra cô lập, kiểm tra trên máy ly tâm, kiểm tra trong buồng nhiệt, kiểm tra trong buồng giảm áp và đào tạo phi công trên máy bay phản lực chiến đấu MiG-15UTI. Tereshkova đã trải qua khóa đào tạo thu hồi dưới nước trên biển, trong đó có một số xuồng máy được sử dụng để khuấy động nước nhằm mô phỏng các điều kiện khắc nghiệt của du hành vũ trụ. Thời gian này, bà cũng bắt đầu nhập học tại Học viện Kỹ thuật Không quân Zhukovsky và tốt nghiệp vài năm sau chuyến bay. Nhóm phi hành gia nữ đã trải qua nhiều tháng huấn luyện cơ bản, và sau khi hoàn thành khóa đào tạo rồi vượt qua kỳ thi, Kamanin đề nghị họ trở thành sĩ quan Không quân chính thức. Dựa trên lời khuyên từ các phi hành gia nam, họ đã chọn chấp nhận lời đề nghị của Kamanin vì nó sẽ khiến chương trình khó loại bỏ họ hơn sau chuyến bay đầu tiên. Cả năm người phụ nữ đều trở thành thiếu úy Không quân vào tháng 12 năm 1962. Tatyana Dmitryevna Kuznetsova không đủ điều kiện tham gia chuyến bay đầu tiên do bị bệnh, và Zhanna Dmitriyevna Yorkina có thành tích yếu kém trong quá trình huấn luyện. Do vậy, chỉ còn lại Tereshkova, Irina Solovyova và Valentina Leonidovna Ponomaryova là những ứng cử viên hàng đầu.
Ban đầu, một hồ sơ nhiệm vụ chung đã được phát triển, bao gồm việc đưa hai phụ nữ vào không gian trên các chuyến bay Vostok đơn lẻ vào những ngày liên tục trong tháng 3 hoặc tháng 4 năm 1963. Theo kế hoạch, Tereshkova sẽ là người đầu tiên bay lên trên tàu Vostok 5, trong khi Ponomaryova sẽ theo sau bà vào quỹ đạo trên tàu Vostok 6. Tuy nhiên, kế hoạch bay này đã được thay đổi vào tháng 3 năm 1963. Vostok 5 giờ đây sẽ chở theo một phi hành gia nam, Valery Fyodorovich Bykovsky, bay cùng một phụ nữ trên tàu Vostok 6, cả hai đều được phóng vào tháng 6 năm 1963. Trong cuộc họp ngày 21 tháng 5, Ủy ban Vũ trụ Nhà nước đã đề cử Tereshkova làm phi công lái tàu Vostok 6. Kamanin gọi bà là "Gagarin mặc váy". Thủ tướng Liên Xô Nikita Sergeyevich Khrushchyov hài lòng với tiềm năng tuyên truyền của đề xuất này, do bà vốn là con gái của một công nhân nông trại tập thể đã hy sinh trong Chiến tranh Mùa đông; ông xác nhận việc lựa chọn bà. Solovyova đảm nhận vị trí là người dự bị thứ nhất. Tereshkova được thăng hàm trung úy trước chuyến bay và lên chức đại úy khi đang trong thời gian thực hiện sứ mệnh.

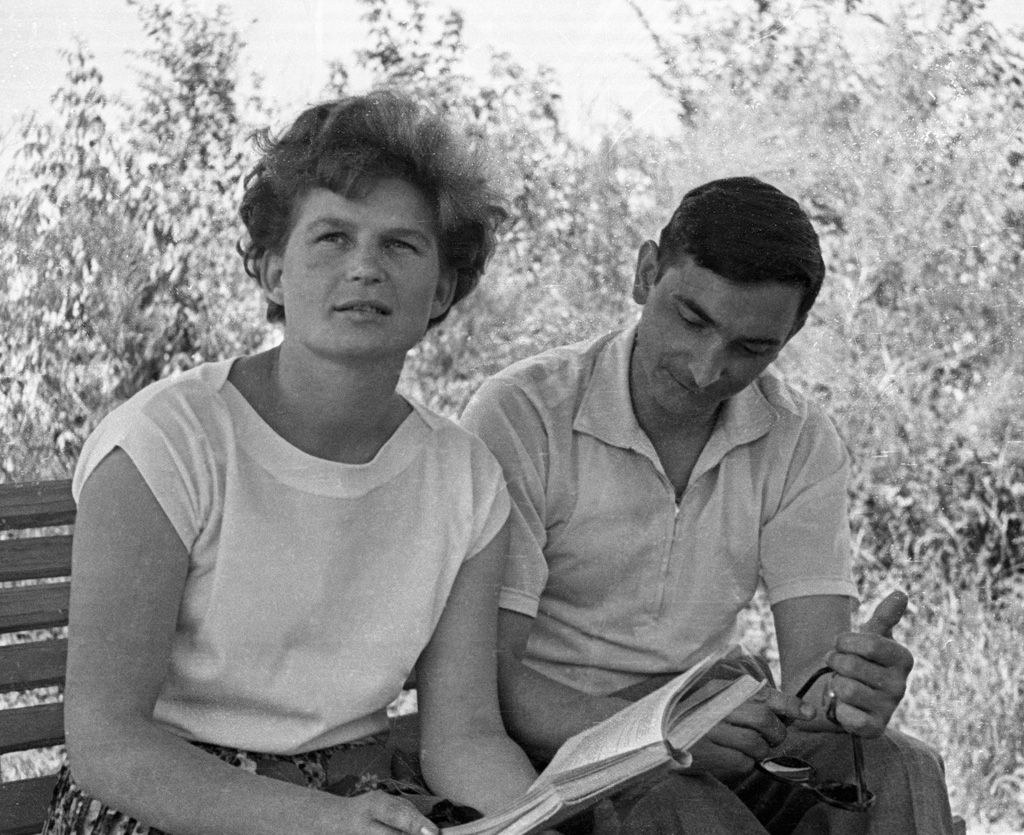
Tereshkova và Valery Fyodorovich Bykovsky, một vài tuần trước khi bắt đầu sứ mệnh

### Vostok 6

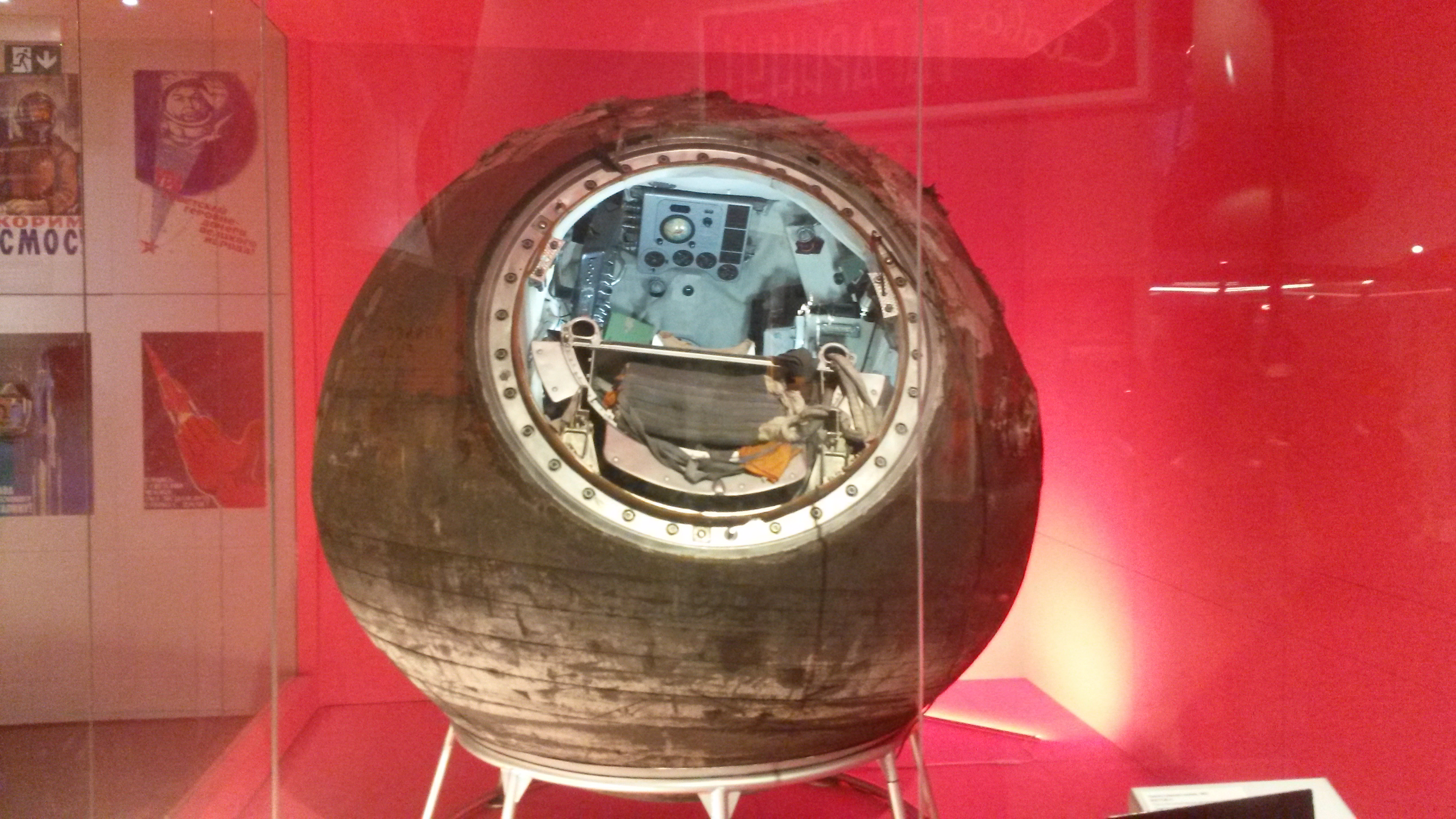
Khoang vũ trụ Vostok 6 được trưng bày tạm thời tại Bảo tàng Khoa học, Luân Đôn, năm 2016

Sau khi Vostok 5 phóng thành công vào ngày 14 tháng 6, Tereshkova bắt đầu chuẩn bị những bước cuối cùng cho chuyến bay của mình. Vào buổi sáng ngày 16 tháng 6 năm 1963, Tereshkova cùng với người dự phòng Solovyova mặc vào bộ đồ phi hành gia và được đưa tới bệ phóng bằng xe buýt. Tiếp nối truyền thống do Gagarin khởi xướng, Tereshkova cũng đi tiểu vào lốp xe buýt và trở thành người phụ nữ đầu tiên làm điều này. Sau khi hoàn tất kiểm tra liên lạc và hệ thống hỗ trợ sự sống, con tàu Vostok được đóng kín. Qua hai tiếng đếm ngược, Vostok 6 phóng lên một cách hoàn hảo, giúp Tereshkova trở thành người phụ nữ đầu tiên đi vào không gian; bà vẫn là người phụ nữ duy nhất và, ở độ tuổi 26, cũng là trẻ nhất bay vào vũ trụ một mình. Tín hiệu gọi của bà trong chuyến bay này là Chaika (tiếng Nga: Чайка, n.đ. 'Mòng biển'); để kỷ niệm, cái tên này về sau đã được đặt cho một tiểu hành tinh (1671 Chaika). Sau khi phóng, bà liên lạc qua radio:
Tôi đây, Mòng biển đây! Mọi thứ đều ổn. Tôi đang thấy đường chân trời; nó có màu xanh da trời với một dải màu tối. Trái Đất thật đẹp làm sao ... mọi thứ đều rất suôn sẻ.

Vostok 6 là chuyến bay cuối cùng của Vostok và được phóng hai ngày sau Vostok 5, chuyến bay đã đưa Bykovsky vào sứ mệnh kéo dài năm ngày. Hai con tàu dành ba ngày trên các mặt phẳng quỹ đạo cách nhau 30°, và trong quỹ đạo đầu tiên của Tereshkova, chúng tiến lại gần nhau trong phạm vi 5 km (3,1 mi). Mặc dù hai phi hành gia có thể giao tiếp bằng radio, nhưng không ai chắc liệu họ có nhìn thấy nhau hay không. Các camera đặt bên trong cả hai tàu vũ trụ đã truyền về hình ảnh trực tiếp được phát trên đài truyền hình của nhà nước Liên Xô. Tereshkova cũng duy trì nhật ký chuyến bay và chụp ảnh đường chân trời, về sau được sử dụng để xác định các lớp aerosol trong khí quyển.
Chỉ trong chuyến bay đơn này, bà đã tích lũy được thời gian bay dài hơn tất cả các phi hành gia Mỹ trước thời điểm đó cộng lại. Nhiệm vụ của bà là tiếp tục các nghiên cứu y khoa về con người trong chuyến bay không gian và cung cấp dữ liệu so sánh về tác động của du hành vũ trụ đối với phụ nữ. Mặc dù Tereshkova luôn bị buồn nôn và khó chịu về thể chất trong suốt chuyến bay, bà vẫn có thể hoàn thành 48 vòng quanh Trái Đất và ở trong không gian 2 ngày, 22 giờ và 50 phút.
Như đã lên kế hoạch trong tất cả các nhiệm vụ Vostok, Tereshkova phóng ra khỏi khoang tàu trong quá trình đi xuống ở độ cao khoảng bốn dặm so với Trái Đất và hạ cánh bằng dù cách Karagandy, Kazakhstan 620 km (385 mi) về phía đông bắc lúc 8:20 sáng UTC ngày 19 tháng 6. Bykovsky hạ cánh sau bà ba giờ.
Tereshkova sau đó tiết lộ rằng mình đã gặp khó khăn trong việc điều khiển dù do gió giật dữ dội. Tuy bà hạ cánh an toàn nhưng lại bị bầm tím ở mũi. Một số dân làng địa phương ở vùng Altai đã giúp nữ phi hành gia thu gom các thiết bị và trao đổi thực phẩm với bà.

## Sau chuyến bay Vostok 6

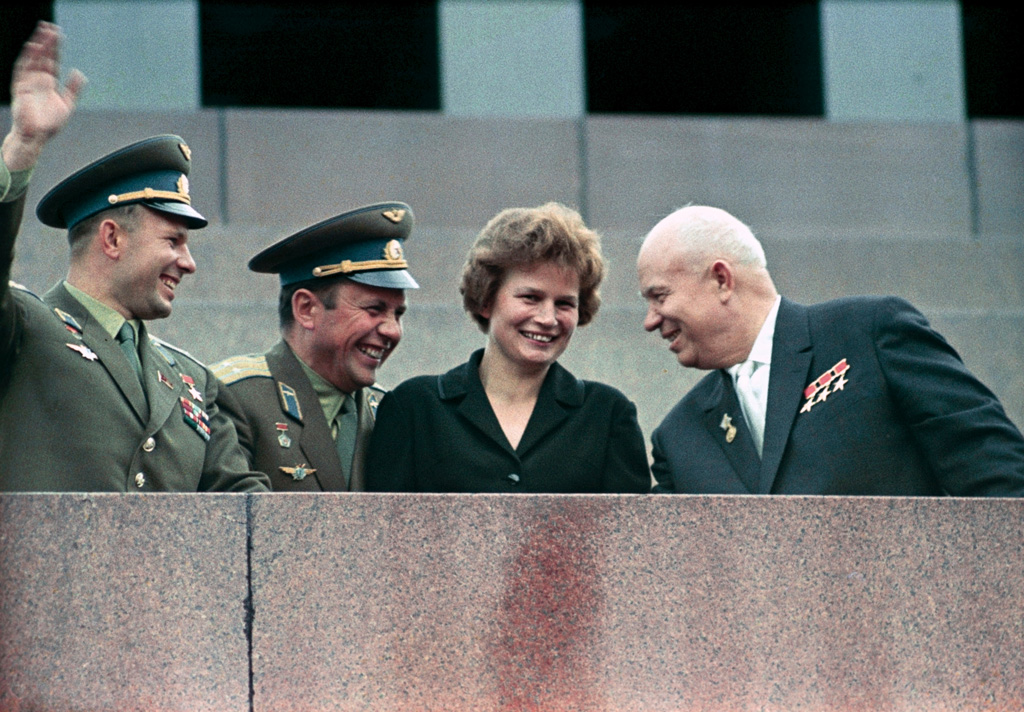
Yuri Gagarin, Pavel Popovich, Tereshkova và Nikita Khrushchyov tại Lăng Lenin, ngày 22 tháng 6 năm 1963

Theo tờ Pravda của Nga, một triệu bông hoa đã được mang đến để ăn mừng thành công của hai chuyến bay và chào đón các phi hành gia tại Moskva. Ngày 22 tháng 6 năm 1963, Khrushchyov chào đón Bykovsky trong bộ quân phục, sau đó ông ôm và hôn Tereshkova đang mặc trên mình trang phục thường dân. Trước hàng ngàn người tham dự, Thủ tướng tuyên bố cả hai phi hành gia đều được trao tặng danh hiệu Anh hùng Liên Xô. Cả ba sau đó có bài phát biểu trên Lăng Lenin ở Quảng trường Đỏ; Tereshkova nói, "cha tôi hy sinh khi bảo vệ đất nước và mẹ tôi đã tự tay nuôi dạy cả ba đứa con của mình. Chúng ta đều biết sự đau khổ của cuộc chiến đó. Chúng ta không cần chiến tranh", ám chỉ đến ngày kỷ niệm Đức xâm lược Nga bắt đầu đúng 22 năm về trước. Một thời gian sau nhiệm vụ, có người cho rằng nữ phi hành gia đã được hỏi về việc Liên Xô nên cảm ơn bà như thế nào vì phục vụ đất nước; Tereshkova yêu cầu chính phủ tìm kiếm và công bố địa điểm nơi cha mình hy sinh trong khi làm nhiệm vụ. Mong muốn của bà đã được thực hiện và người ta cho dựng lên một tượng đài tại Lemetti, Karelia – nay thuộc phía biên giới của Nga. Chiều tối ngày 22 tháng 6, Điện Kremli tổ chức một buổi lễ tiếp nhận, trong đó cả Bykovsky và Tereshkova đều được trao tặng Huân chương Lenin.

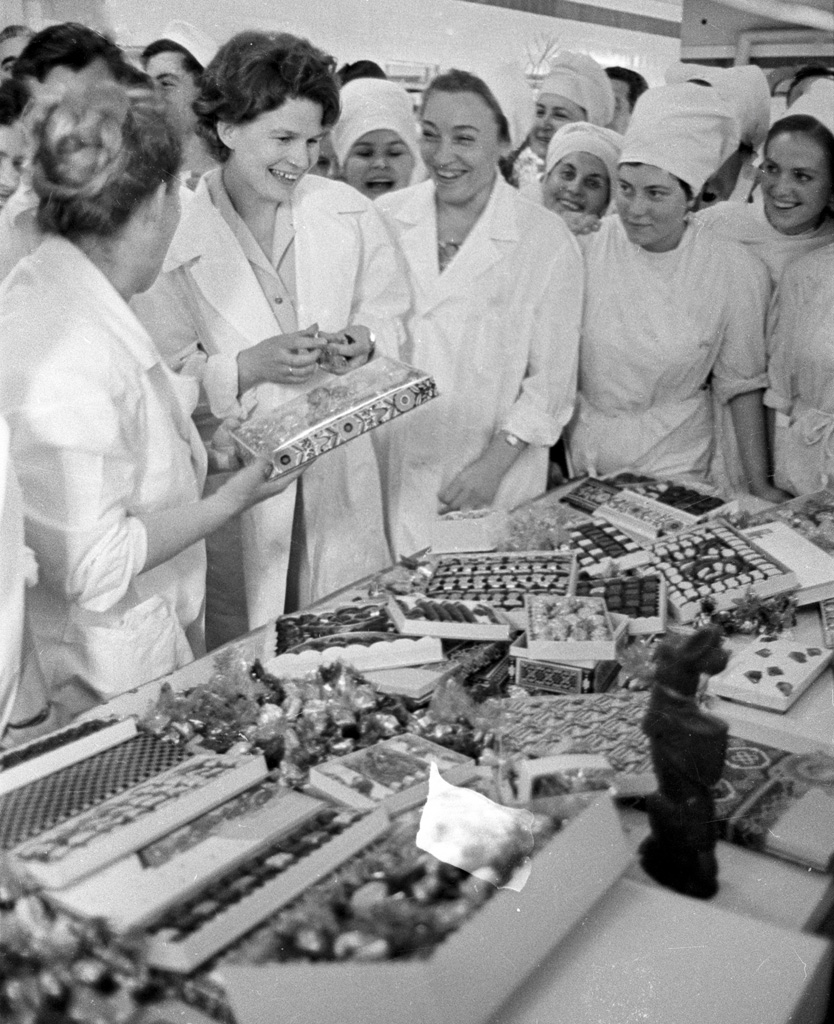
Tereshkova tham quan cửa hàng bánh kẹo ở Lviv, Ukraina Xô viết, năm 1967

Chưa đầy một tuần sau khi trở về từ không gian, Moskva đã đăng cai Đại hội Phụ nữ Quốc tế vào ngày 24 tháng 6, nơi Tereshkova và Bykovsky được chào mừng bởi khoảng 2.000 phụ nữ đến từ 119 quốc gia. Trong số tất cả các phi hành gia người Nga, Tereshkova là người nhận được nhiều yêu cầu đến thăm các quốc gia nước ngoài nhất. Chuyến đi của bà nói riêng cần sự chấp thuận trước từ Bộ Ngoại giao, Bộ Quốc phòng và KGB, cuối cùng được Ban Chấp hành Trung ương Đảng Cộng sản Liên Xô, cơ quan chính trị cao nhất của nước này, cho phép.
Tất cả các phi hành gia Vostok đều công du khắp nơi, nhưng Tereshkova là người đi nhiều nhất; bà đã thực hiện 42 chuyến ra nước ngoài từ năm 1963 đến năm 1970. Ngày 1 tháng 10 năm 1963, Tereshkova đến Havana, Cuba và gặp Fidel Castro. Bà đi tham quan ngay thời điểm đất nước này đang phải đối mặt với hậu quả của cơn bão nhiệt đới Flora. Tháng sau, bà làm người trao tặng chiếc cúp bạc, với bên nhận thưởng là đội Liên Xô đã giành huy chương vàng ở cả năm hạng mục thuyền tại Giải vô địch chèo thuyền nữ châu Âu năm 1963 tổ chức tại Khimki, gần Moskva. Đến tháng 2 năm 1964, Tereshkova đã mang thai khi đến thăm Nữ hoàng Elizabeth II của Vương quốc Anh, vốn cũng đang mang thai vào thời điểm đó. Ngoại trừ một vài tháng nghỉ ngơi trong năm ấy, Tereshkova liên tục bận rộn với chuyến đi vòng quanh thế giới, và lại tiếp tục thực hiện các nghĩa vụ công chúng chỉ hai tháng sau khi sinh con gái.
Sau chuyến bay vào không gian, Tereshkova đã trở thành hình mẫu quốc gia và quốc tế. Bà nhận được "điện tín và thư chúc mừng... từ khắp nơi trên thế giới". Những bức điện tín này thể hiện tác động của Tereshkova đối với các quốc gia khác ngoài Liên Xô. Phụ nữ đặc biệt phấn khích về chuyến bay của bà. Ví dụ, ở New Delhi, Tereshkova là một "hình mẫu nữ quyền đem đến thông điệp hy vọng cho phụ nữ Ấn Độ 'bị nô lệ'".
Tereshkova là một đại biểu nổi tiếng của Liên Xô ở nước ngoài. Bà trở thành thành viên Hội đồng Hòa bình Thế giới năm 1966 và là thành viên của Xô viết Yaroslavl năm 1967. Bà cũng là đại diện của Liên Xô tham dự Hội nghị Liên hợp quốc về Năm Phụ nữ Quốc tế tại Thành phố México năm 1975. Bà từng dẫn đầu đoàn đại biểu Liên Xô tới Hội nghị Thế giới về Phụ nữ ở Copenhagen và bày tỏ sự "quan tâm đến chủ nghĩa quốc tế vô sản cũng như vai trò của phụ nữ trong việc đảm bảo nền hòa bình thế giới". Tereshkova cũng được chọn vào một số vị trí chính trị, bao gồm thành viên Xô viết Tối cao Liên Xô (1966–1974), thành viên Ban Chấp hành Trung ương Đảng Cộng sản Liên Xô (1969–1991), và thành viên Đoàn Chủ tịch Xô viết Tối cao Liên Xô (1974–1989). Bà còn nắm giữ chức phó chủ tịch Liên đoàn Phụ nữ Dân chủ Quốc tế và chủ tịch Hội Hữu nghị Liên Xô – Algérie.
Mặc dù rất mong muốn được tiếp tục theo đuổi sự nghiệp phi hành gia và kỹ sư, nhưng cấp trên lại có kế hoạch khác cho bà trong lĩnh vực chính trị. Sau cái chết của Gagarin, chương trình không gian Liên Xô không muốn mạo hiểm mất đi một người anh hùng nữa. Trái với mong muốn của mình, Tereshkova đã được bổ nhiệm làm lãnh đạo Ủy ban Phụ nữ Liên Xô vào năm 1968. Vài tháng sau khi bà tốt nghiệp loại xuất sắc tại Học viện Kỹ thuật Không quân Zhukovsky vào tháng 10 năm 1969, đội nữ phi hành gia bị giải tán và không có người phụ nữ nào bay vào vũ trụ nữa cho đến Svetlana Yevgenyevna Savitskaya vào năm 1982, sau 19 năm gián đoạn.

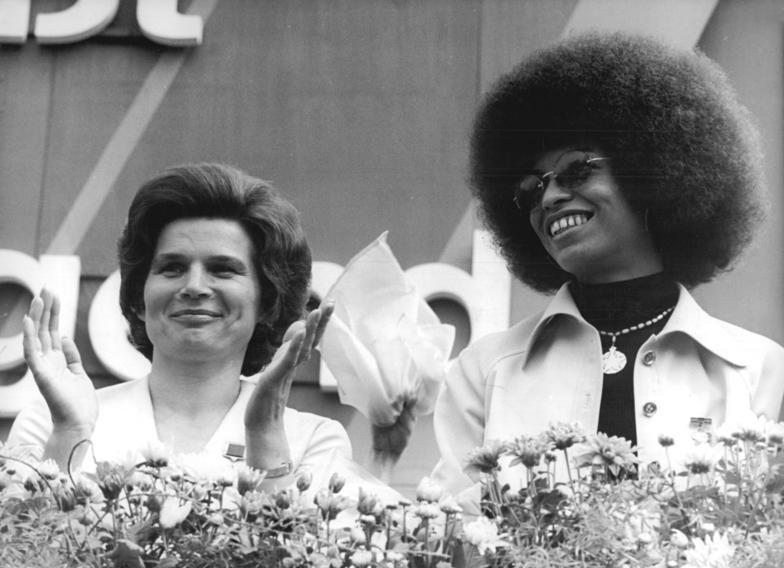
Tereshkova cùng với nhà hoạt động Angela Davis tại Đông Berlin, Đông Đức, năm 1973

Đến năm 1976, Tereshkova đã là đại tá trong Không quân Liên Xô. Tháng 4 năm 1977, bà lấy bằng tiến sĩ về kỹ thuật hàng không vũ trụ và trải qua các buổi kiểm tra y tế để đủ điều kiện tham gia chuyến bay không gian khi cuộc tuyển chọn nhóm nữ phi hành gia mới được công bố vào năm 1978. Mặc dù không bay vào vũ trụ nữa, bà vẫn làm người hướng dẫn tại Trung tâm huấn luyện phi hành gia Yuri Gagarin.

## Sự nghiệp chính trị sau này

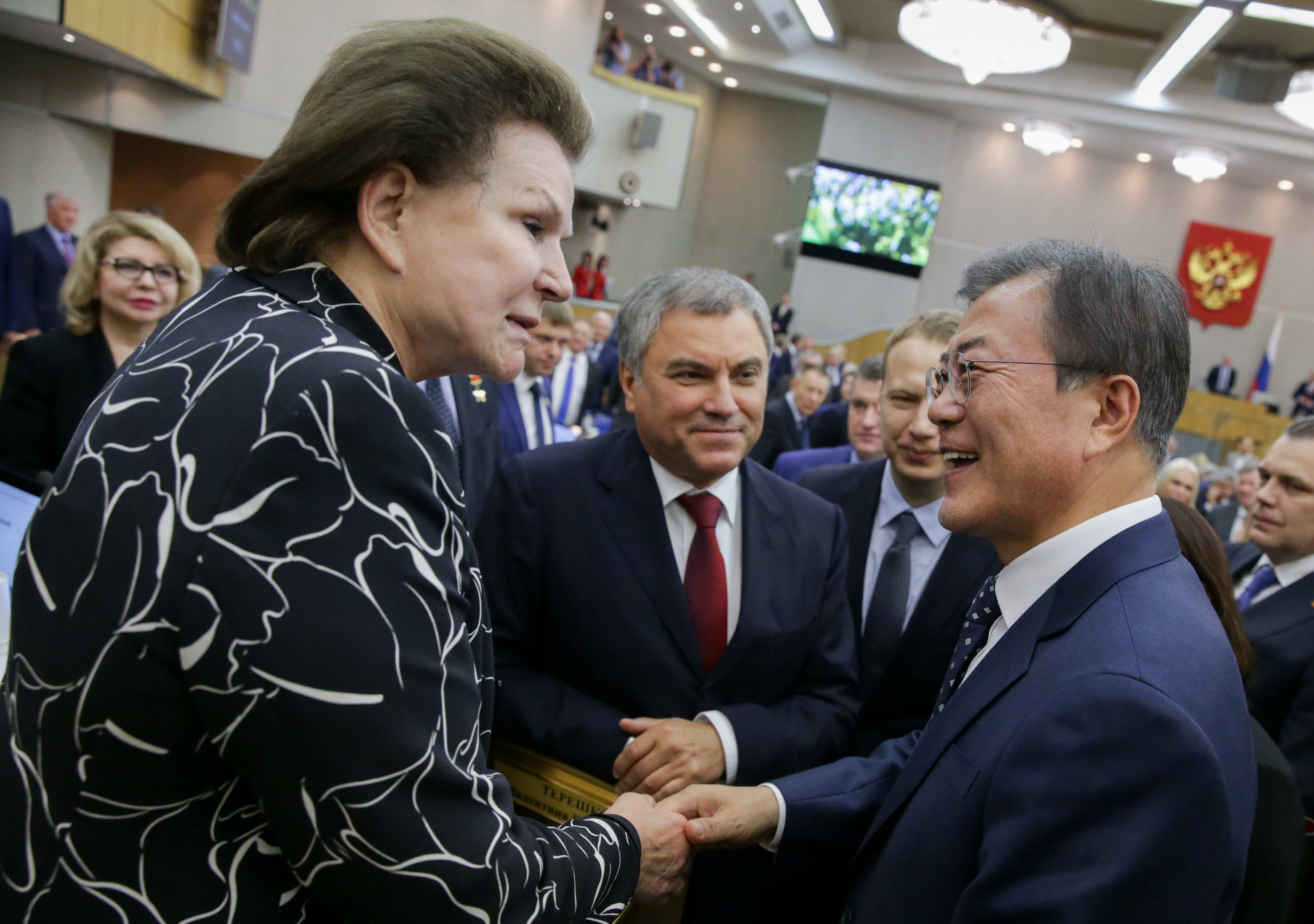
Tereshkova gặp mặt Tổng thống Hàn Quốc Moon Jae-in ở Duma Quốc gia Nga, năm 2018

Tereshkova vẫn tiếp tục hoạt động chính trị ngay cả khi Liên Xô sụp đổ, song đã thất bại trong cuộc bầu cử vào Duma Quốc gia năm 1995. Cũng trong năm đó, Tereshkova được thăng hàm thiếu tướng danh dự. Ngày 28 tháng 4 năm 1997, bà rời Không quân Nga vì đã đến thời điểm nghỉ hưu bắt buộc ở tuổi 60. Năm 2003, Tereshkova lại ra tranh cử một ghế trong Duma Quốc gia. Năm 2007, bà được mời đến dinh Thủ tướng Vladimir Vladimirovich Putin ở Novo-Ogaryovo để kỷ niệm sinh nhật lần thứ 70 của mình. Tại đó, nữ chính trị gia cho biết bà muốn bay đến Sao Hỏa, ngay cả khi đó có là chuyến đi một chiều. Sau đó vào năm 2008, bà được bầu vào quốc hội khu vực của mình là Duma tỉnh Yaroslavl.
Ngày 4 tháng 12 năm 2011, Tereshkova đắc cử Duma Quốc gia, hạ viện của cơ quan lập pháp Nga, với tư cách là đại biểu của tỉnh Yaroslavl và thành viên Đảng Nước Nga Thống nhất. Tại Duma Quốc gia khóa VI, cùng với Yelena Borisovna Mizulina, Irina Anatolyevna Yarovaya và Andrei Vladimirovich Skoch, bà là thành viên của ủy ban liên phái bảo vệ các giá trị Kitô giáo. Với vai trò này, nữ chính trị gia ủng hộ việc đưa ra các sửa đổi nhằm vào phần mở đầu của Hiến pháp, trong đó bổ sung rằng "Chính thống giáo là nền tảng của bản sắc dân tộc và văn hóa Nga". Những cách nhìn này trái ngược với quan điểm vô thần mà Tereshkova từng ủng hộ trong thời kỳ Xô viết, vốn phù hợp với đường lối chính thức của Đảng Cộng sản vào thời điểm đó, chẳng hạn như gọi tôn giáo là "một tai họa lớn".
Ngày 18 tháng 9 năm 2016, Tereshkova tái đắc cử vào Duma Quốc gia khóa VII. Bà giữ chức phó chủ tịch Ủy ban về Cấu trúc Liên bang và Chính quyền Địa phương.
Trong quá trình soạn thảo sửa đổi Hiến pháp Nga năm 2020, bà đã đề xuất dỡ bỏ giới hạn nhiệm kỳ của Tổng thống Putin.
Đáp trả lại việc Nga xâm lược Ukraina, ngày 30 tháng 9 năm 2022, Cơ quan Kiểm soát Tài sản Nước ngoài thuộc Bộ Ngân khố Hoa Kỳ đã thêm Tereshkova vào Danh sách Công dân bị Chỉ định Đặc biệt và Pháp nhân bị Phong tỏa, dẫn đến việc đóng băng tài sản của nữ chính trị gia và cấm những pháp nhân Mỹ giao dịch với bà. Tháng 12 năm 2022, Liên minh châu Âu (EU) cũng áp đặt lệnh trừng phạt đối với nhiều nhân vật truyền thông và chính trị gia người Nga, trong đó có Tereshkova, bao gồm việc đóng băng tài sản và cấm họ nhập cảnh vào các quốc gia thành viên EU.

## Đời tư

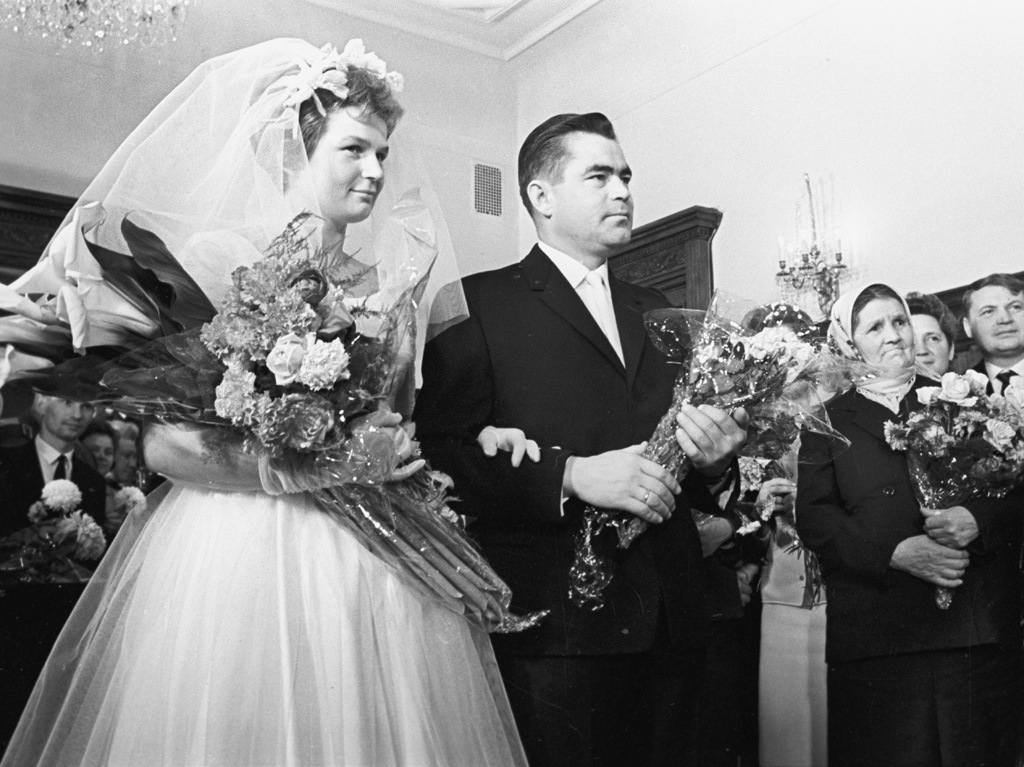
Lễ thành hôn của Tereshkova và Andriyan Nikolayev, 3 tháng 11 năm 1963

Ngày 3 tháng 11 năm 1963, Valentina kết hôn với phi hành gia Andriyan Grigoryevich Nikolayev tại Moskva, với Khrushchyov chủ trì tiệc cưới cùng sự góp mặt của các nhà lãnh đạo hàng đầu chính phủ và chương trình không gian. Cuộc hôn nhân được các cơ quan vũ trụ Liên Xô khuyến khích như một "thông điệp cổ tích gửi đến đất nước". Tướng Kamanin, người đứng đầu chương trình không gian, mô tả hôn lễ này "có thể hữu ích cho chính trị và khoa học". Ngày 8 tháng 6 năm 1964, gần một năm sau chuyến bay vào vũ trụ, bà hạ sinh con gái Elena Andrianovna Nikolaeva-Tereshkova, người đầu tiên có cả cha lẫn mẹ đều đã du hành vào không gian.
Những năm về sau, cặp đôi ngày càng xa cách và thậm chí từ chối đứng cạnh nhau khi chụp ảnh. Tereshkova nói với người viết tiểu sử Antonella Kerr rằng cuộc hôn nhân đã kết thúc vào năm 1977; bà ly hôn Nikolayev năm 1982 và đi bước tiếp với Yuli Georgiyevich Shaposhnikov, một bác sĩ phẫu thuật mà bà đã gặp trong quá trình khám sức khỏe để đủ điều kiện trở thành phi hành gia. Họ ở bên nhau cho đến khi Shaposhnikov qua đời vào năm 1999.

## Giải thưởng và danh hiệu

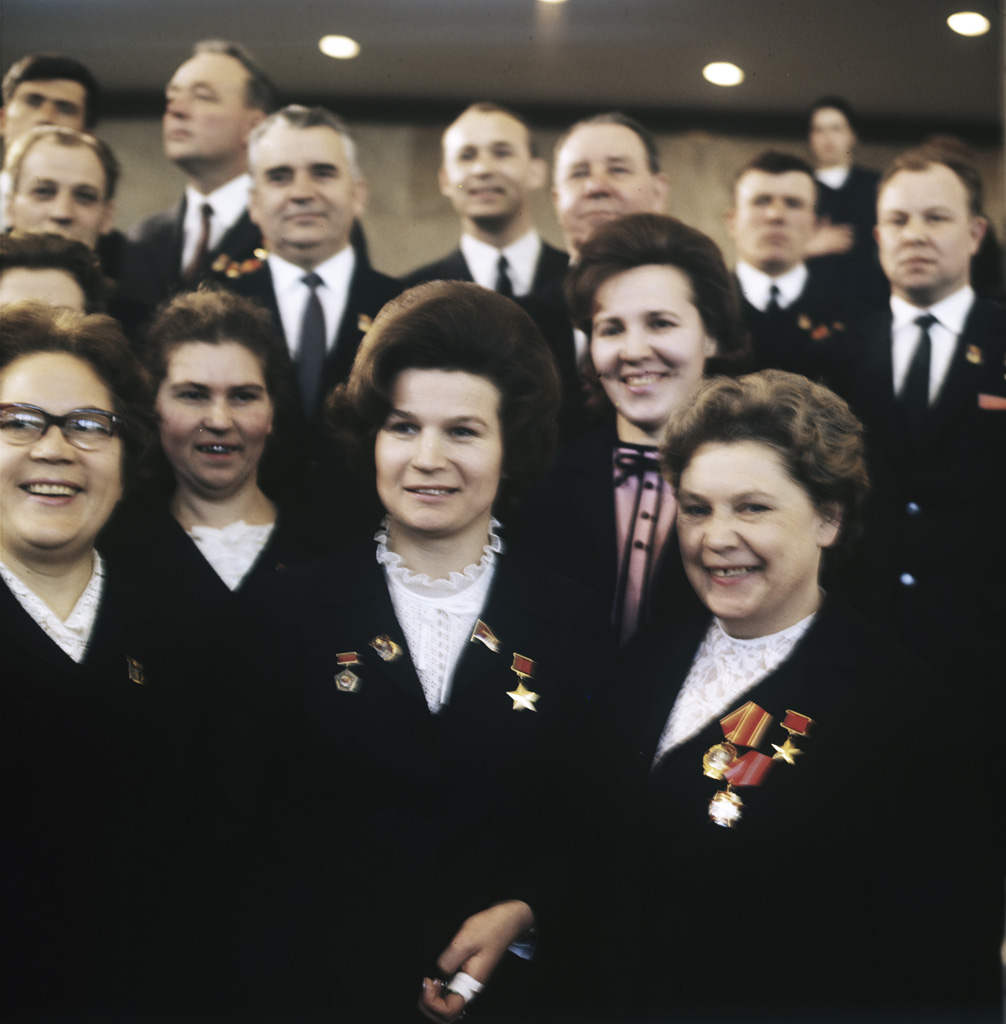
Tereshkova đứng giữa các đại biểu tại Đại hội Đảng Cộng sản Liên Xô lần thứ XXIV, năm 1971

### Nga
- Huân chương Vì Tổ quốc:[5]
  - hạng 3 (6 tháng 3 năm 1997)[26]
  - hạng 2 (6 tháng 3 năm 2007)[26]
  - hạng 1 (1 tháng 3 năm 2017)[81]
- Huân chương Aleksandr Nevsky (2013)[82]
- Huân chương Danh dự (10 tháng 6 năm 2003)[26]
- Huân chương Hữu nghị (12 tháng 4 năm 2011)[83]
- Giải thưởng Nhà nước Liên bang Nga vì thành tựu nổi bật trong lĩnh vực hoạt động nhân đạo năm 2008 (4 tháng 6 năm 2009)[26]
- Huy chương cho các cá nhân tham gia hoạt động quân sự tại Syria  (2016)[84]
- Huân chương Gagarin (2023)
- Huy chương Củng cố Cộng đồng Quân sự [ru] (2018)[85]
- Bằng khen từ Chính phủ Liên bang Nga;
  - 3 tháng 3 năm 1997 – vì đóng góp cho sự phát triển của lĩnh vực không gian, tăng cường mối liên kết văn hóa và khoa học quốc tế và nhiều năm làm việc chuyên cần[86]
  - 12 tháng 6 năm 2003 – vì đóng góp to lớn cho sự phát triển của chuyến bay vũ trụ có người lái[87]
  - 16 tháng 6 năm 2008 – vì các hoạt động công chúng và nhà nước hiệu quả lâu dài, đóng góp cá nhân đáng kể cho sự phát triển của chuyến bay vũ trụ có người lái và có liên quan đến kỷ niệm 45 năm chuyến bay vũ trụ[88]
- Huân chương Thánh Euphrosyne của Moskva (tháng 1 năm 2008)[26]

### Liên Xô
- Thạc sĩ Thể thao Danh dự Liên Xô (tháng 6 năm 1963)[89]
- Anh hùng Liên Xô (1963)[46][90]
- Huân chương Lenin (1963,[91] 1981[65])
- Huân chương Cách mạng Tháng Mười (1971)[5]
- Huân chương Cờ đỏ Lao động (1987)[5]
- Huân chương Hữu nghị Nhân dân[5]
- Phi công-Phi hành gia Liên Xô [en] (1963)[91]

### Các danh hiệu khác
- Ngôi sao vàng 
Anh hùng lao động Xã hội Chủ nghĩa Liên Xô (Tiệp Khắc, tháng 8 năm 1963)[92]
- Ngôi sao vàng Anh hùng lao động Xã hội Chủ nghĩa Liên Xô (Bulgaria) (9 tháng 9 năm 1963)[26]
- Huân chương Georgi Dimitrov (Bulgaria, 9 tháng 9 năm 1963)[26]
- Huân chương Karl Marx (Đông Đức, tháng 10 năm 1963)[26][93]
- Huy chương Artur Becker [de] (Đông Đức, tháng 10 năm 1963)[26]
- Chữ thập Grunwald, hạng 1 (Ba Lan, tháng 10 năm 1963)[26]
- Huân chương Quốc kỳ Cộng hòa Hungary, hạng 1 (tháng 4 năm 1965)[26]
- Ngôi sao Cộng hòa Indonesia, hạng 2 (tháng 11 năm 1963)[26]
- Huân chương Volta (Ghana, tháng 1 năm 1964)[26][94]
- Huy chương Sao Vàng Anh hùng nước Cộng hòa Nhân dân Mông Cổ (tháng 5 năm 1965)[26]
- Huân chương Sukhbaatar (Mông Cổ, tháng 5 năm 1965)[26]
- Huân chương Khai sáng (Afghanistan, tháng 8 năm 1969)[26]
- Huân chương các Hành tinh (Jordan, tháng 12 năm 1969)[26]
- Huân chương Sông Nile (Ai Cập, tháng 1 năm 1971)[26]
- Sao Vàng Anh hùng Lao động (Việt Nam, tháng 10 năm 1971)[26]
- Huân chương Bernardo O'Higgins (Chile, tháng 3 năm 1972)[26]
- Huân chương Ana Betancourt (Cuba, 1974)[95]
- Huân chương Hữu nghị (Lào, 1997)[96]
- Huân chương Công tước Branimir, với khăn quàng vai (Croatia, trao ngày 8 tháng 9 năm 2005)[97]
- Chiếc nhẫn vinh dự từ quỹ Eduard-Rhein-Stiftung của Đức năm 2007[98]
- Huy chương Vàng của Hội Liên lạc liên Hành tinh Anh "vì những thành tựu trong lĩnh vực khám phá không gian" (tháng 2 năm 1964)[99]
- Huy chương Không gian Vàng (FAI, 1963)[100]
- Tiến sĩ danh dự từ Đại học Edinburgh (1990)[101]

## Di sản

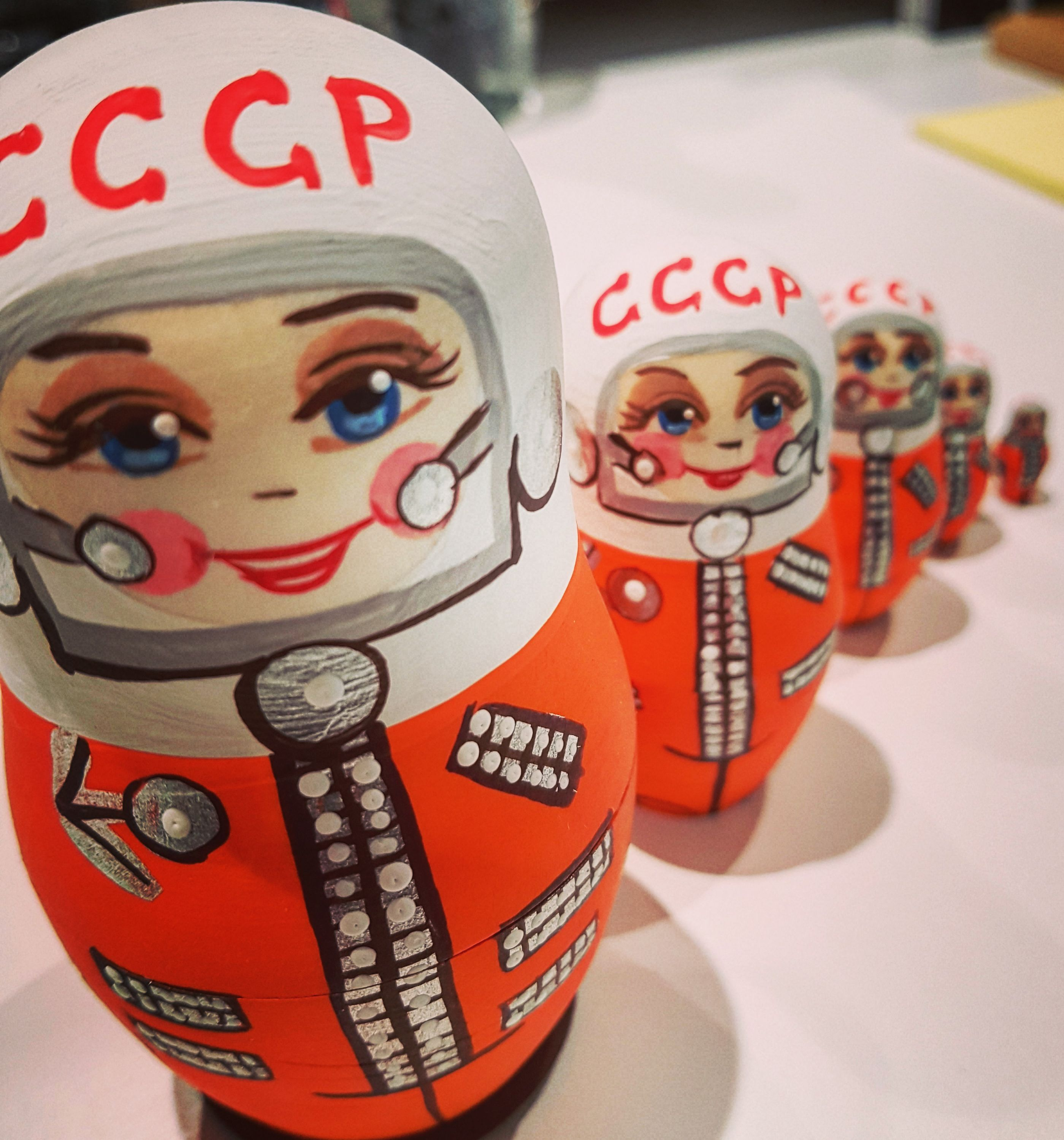
Búp bê Matryoshka thời Xô viết kỷ niệm Tereshkova

Năm 1963, Quảng trường Novopromyshna ở Tver được đổi tên thành Quảng trường Tereshkova.

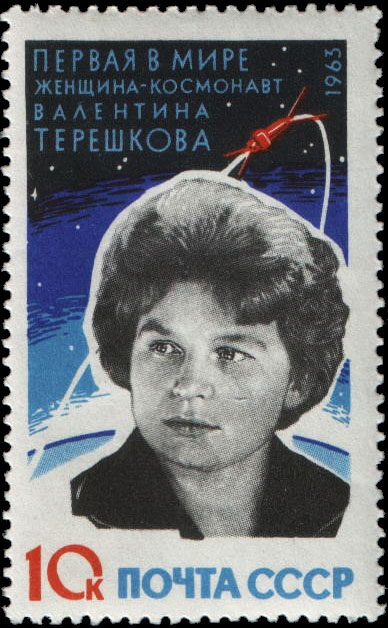
Tem bưu chính năm 1963 của Nga

Năm 1967, Gregory Postnikov đã tạo ra một tác phẩm điêu khắc về Tereshkova đặt tại Con đường Phi hành gia (Аллея Космонавтов) ở Moskva. Một tượng đài cũng được xây dựng ở huyện Baevsky thuộc vùng Altai, Siberia, gần nơi bà hạ cánh ở tọa độ 53°B 80°Đ / 53°B 80°Đ. Tháng 8 năm 1970, Tereshkova là một trong những người đầu tiên được đặt tên cho hố thiên thạch trên Mặt Trăng khi vẫn còn sống. Hố Tereshkova này nằm ở nửa không nhìn thấy của Mặt Trăng.
Không ai trong số bốn người còn lại trong nhóm ban đầu của Tereshkova được bay, và vào tháng 10 năm 1969, nhóm phi hành gia nữ tiên phong bị giải thể. Mặc dù đã xuất hiện kế hoạch cho các chuyến bay tiếp theo có phụ nữ, nhưng phải mất 19 năm sau mới có người phụ nữ thứ hai, Svetlana Yevgenyevna Savitskaya, bay vào vũ trụ.
Năm 1997, nhóm nhạc pop điện tử Komputer đặt tại London đã phát hành một bài hát có tựa đề "Valentina", kể lại ít nhiều về sự nghiệp của bà với tư cách là một nhà du hành vũ trụ. Bài hát được phát hành dưới dạng đĩa đơn và xuất hiện trong album The World of Tomorrow. Album năm 2000 Vostok 6 của Kurt Swinghammer cũng là một album chủ đề về Tereshkova. Album năm 2015 The Race for Space của Public Service Broadcasting có một bài hát mang tên "Valentina", với sự góp mặt của nhóm nhạc Smoke Fairies. Cùng trong năm đó, Findlay Napier cho ra mắt album VIP: Very Interesting Persons bao gồm một bài hát "Valentina", do Napier và Boo Hewerdine sáng tác để vinh danh bà. Năm 2015, Meat Bingo Productions phát hành một bộ phim ngắn mang tên Valentina's Dream. Phim có sự tham gia của Rebecca Front trong vai Tereshkova và được dựa trên cuộc phỏng vấn với cựu phi hành gia này, trong đó bà bày tỏ mong muốn du hành tới Sao Hỏa.
Bảo tàng Vũ trụ (Музей Космос) mở cửa vào ngày 25 tháng 1 năm 1975 gần Yaroslavl. Trong số các hiện vật trưng bày có một bản sao ngôi nhà thời thơ ấu của Tereshkova. Tên của bà cũng được đặt cho nhiều công trình, như thư viện thành phố vào năm 2013, ngôi trường bà theo học khi còn nhỏ, hay một cung thiên văn khánh thành năm 2011 ở Yaroslavl. Hiệp hội Phụ nữ Quốc tế của Năm đã vinh danh bà là "người phụ nữ của thế kỷ 20" (greatest woman achiever of the 20th century). Tereshkova là người cầm đuốc trong lễ rước đuốc Thế vận hội Mùa hè 2008 tại Sankt-Peterburg và Thế vận hội Mùa đông 2014 tại Sochi.
Các con phố ở Ukraina mang tên Tereshkova đã bị đổi tên do bà ủng hộ các hành động quân sự của Nga chống lại Ukraina và theo luật phi cộng sản năm 2015 của nước này. Một đề xuất cũng được đưa ra vào năm 2015 về việc di chuyển tượng đài Tereshkova ở Lviv, Ukraina đến bảo tàng khủng bố (музей террора). Như một phần của nỗ lực phi cộng sản hóa, tượng đài các nhà lãnh đạo cộng sản đều bị dỡ bỏ khỏi nơi công cộng và đưa vào bảo tàng. Tháng 1 năm 2021, 24 con đường ở Ukraina vẫn được đặt theo tên Tereshkova; bao gồm một con phố ở Busk, nằm cùng tỉnh với Lviv. Tính đến năm 2023, những con đường này đã có tên mới và không còn bất kỳ công trình nào được đặt theo Tereshkova ở Ukraina nữa. Tượng đài Tereshkova ở Lviv cũng bị tháo dỡ vào tháng 11 năm 2023 và chuyển đến Bảo tàng Chế độ toàn trị (Музей тоталітарних режимів).

### Trích dẫn
1. ↑  "О присвоении квалификационных разрядов федеральным государственным служащим Российского центра международного научного и культурного сотрудничества при Правительстве Российской Федерации". Sắc lệnh số 1441 1999 (bằng tiếng Nga). Tổng thống Nga.
2. 1 2 3 4 5 6  Evans 2010, tr. 52.
3. 1 2 3 4  "Preface" 2003, tr. 4–7.
4. ↑  "Першая жанчына‑касманаўт ў дзяцінстве гаварыла па‑беларуску" [Người phụ nữ đầu tiên trong không gian nói tiếng Belarus từ khi còn nhỏ]. Nasha Niva (bằng tiếng Belarus). ngày 24 tháng 4 năm 2009. Lưu trữ bản gốc ngày 17 tháng 6 năm 2018. Truy cập ngày 3 tháng 4 năm 2016.
5. 1 2 3 4 5 6 7  Cavallaro 2017, tr. 2–3.
6. 1 2 3 4  Sylvester 2011, tr. 198.
7. ↑  "Valentina Tereshkova". Bảo tàng Hàng không và Vũ trụ Quốc gia Smithsonian. ngày 8 tháng 3 năm 2017. Bản gốc lưu trữ ngày 23 tháng 1 năm 2018. Truy cập ngày 10 tháng 5 năm 2019.
8. ↑  Clements 2008, tr. 214–215.
9. ↑  Gerovitch 2011, tr. 87.
10. ↑  Dejevsky, Mary (ngày 29 tháng 3 năm 2017). "The first woman in space: 'People shouldn't waste money on wars'". The Guardian (bằng tiếng Anh). Lưu trữ bản gốc ngày 20 tháng 1 năm 2018. Truy cập ngày 19 tháng 1 năm 2018.
11. ↑  Siegel, Ethan (ngày 6 tháng 3 năm 2017). "The First Woman In Space Turns 80, And You Probably Never Heard Of Her". Forbes (bằng tiếng Anh). Lưu trữ bản gốc ngày 8 tháng 11 năm 2024. Truy cập ngày 16 tháng 3 năm 2019.
12. 1 2  Burgess & Hall 2009, tr. 229.
13. ↑  Shayler & Moule 2006, tr. 45.
14. ↑  Evans 2010, tr. 49.
15. ↑  Burgess & Hall 2009, tr. 229–231.
16. ↑  Burgess & Hall 2009, tr. 231.
17. 1 2  Burgess & Hall 2009, tr. 233.
18. ↑  Hall, Shayler & Vis 2007, tr. 100.
19. ↑  Shayler & Moule 2006, tr. 64.
20. ↑  Hall, Shayler & Vis 2007, tr. 127.
21. ↑  Evans 2010, tr. 50.
22. ↑  Burgess & Hall 2009, tr. 233–234.
23. 1 2  Sever, Megan (tháng 6 năm 2014). "June 16, 1963 & June 18, 1983: Valentina Tereshkova and Sally Ride Become First and Third Women in Space". Earth (bằng tiếng Anh). 59 (6): 60–61. Lưu trữ bản gốc ngày 14 tháng 4 năm 2016. Truy cập ngày 3 tháng 4 năm 2016.
24. 1 2  Burgess & Hall 2009, tr. 236.
25. ↑  Hall, Shayler & Vis 2007, tr. 103.
26. 1 2 3 4 5 6 7 8 9 10 11 12 13 14 15 16 17 18 19 20 21  "Валентина Владимировна (Николаева-)Терешкова" [Valentina Vladimirovna (Nikolaeva-)Tereshkova]. Astronaut.ru (bằng tiếng Nga). Lưu trữ bản gốc ngày 18 tháng 10 năm 2023. Truy cập ngày 23 tháng 6 năm 2019.
27. ↑  "First Woman in Space ‹ HistoricWings.com :: A Magazine for Aviators, Pilots and Adventurers". fly.historicwings.com (bằng tiếng Anh). Lưu trữ bản gốc ngày 9 tháng 9 năm 2018. Truy cập ngày 9 tháng 9 năm 2018.
28. 1 2  Sylvester 2011, tr. 195.
29. ↑  Wall, Mike (ngày 23 tháng 4 năm 2019). "The Most Extreme Human Spaceflight Records". Space.com (bằng tiếng Anh). Lưu trữ bản gốc ngày 16 tháng 1 năm 2020. Truy cập ngày 18 tháng 6 năm 2019.
30. ↑  "Who was the first woman in space?". Royal Museums Greenwich (bằng tiếng Anh). ngày 19 tháng 2 năm 2019. Lưu trữ bản gốc ngày 16 tháng 2 năm 2021. Truy cập ngày 16 tháng 6 năm 2019.
31. ↑  Reichhardt, Tony (ngày 5 tháng 8 năm 2011). "The First Photographer in Space". Air & Space. Smithsonian. Lưu trữ bản gốc ngày 12 tháng 5 năm 2021. Truy cập ngày 18 tháng 6 năm 2019.
32. ↑  Knight, Kelly (tháng 6 năm 2003). "Earth calling Seagull". Astronomy (bằng tiếng Anh). 31 (6): 30.
33. 1 2 3 4 5 6  Shayler & Moule 2006, tr. xxviii.
34. 1 2  "NASA – NSSDCA – Spacecraft – Details". nssdc.gsfc.nasa.gov (bằng tiếng Anh). Lưu trữ bản gốc ngày 29 tháng 4 năm 2022. Truy cập ngày 10 tháng 5 năm 2019.
35. 1 2  Harvey 2007, tr. 176.
36. 1 2  Knapton, Sarah (ngày 17 tháng 9 năm 2015). "Russia forgot to send toothbrush with first woman in space". The Daily Telegraph (bằng tiếng Anh). Lưu trữ bản gốc ngày 24 tháng 3 năm 2016. Truy cập ngày 3 tháng 4 năm 2016.
37. ↑  "Russ Orbit Couple Closes Gap". St. Cloud Times (bằng tiếng Anh). AP. ngày 17 tháng 6 năm 1963. Truy cập ngày 9 tháng 7 năm 2019 – qua Newspapers.com.
38. ↑  Tereshkova, Valentina (ngày 4 tháng 1 năm 1964). "Three days in outer space". The Saturday Evening Post (bằng tiếng Anh). 237 (1): 62–63.
39. 1 2  Shayler & Moule 2006, tr. xxvii.
40. ↑  "Валентина Терешкова: чьей воле покорялась женщина, покорившая космос" [Valentina Tereshkova: Người phụ nữ đã chinh phục vũ trụ]. RIA Novosti (bằng tiếng Nga). ngày 16 tháng 6 năm 2006. Truy cập ngày 3 tháng 4 năm 2016.
41. ↑  Kennedy, Maev (ngày 17 tháng 9 năm 2015). "First woman in space recalls mission's teething troubles". The Guardian. Lưu trữ bản gốc ngày 29 tháng 3 năm 2016. Truy cập ngày 3 tháng 4 năm 2016.
42. ↑  Obituaries, Telegraph (ngày 1 tháng 4 năm 2019). "Valery Bykovsky, cosmonaut who held the record for the longest solo space flight – obituary". The Telegraph (bằng tiếng Anh). ISSN 0307-1235. Lưu trữ bản gốc ngày 12 tháng 1 năm 2022. Truy cập ngày 10 tháng 5 năm 2019.
43. 1 2  Zak, Anatoly (ngày 6 tháng 3 năm 2019). Chabot, Alain (biên tập). "Valentina Tereshkova lands successfully aboard Vostok-6". RussianSpaceWeb (bằng tiếng Anh). Lưu trữ bản gốc ngày 15 tháng 7 năm 2023. Truy cập ngày 12 tháng 9 năm 2023.
44. ↑  "Russians Hail Boy and Girl Space Team". The Daily Item (bằng tiếng Anh). Associated Press. ngày 22 tháng 6 năm 1963. tr. 1. Lưu trữ bản gốc ngày 9 tháng 7 năm 2019. Truy cập ngày 9 tháng 7 năm 2019 – qua Newspapers.com.
45. 1 2  "Hugs, Kisses Welcome Russ Space Duet Team". Wisconsin State Journal (bằng tiếng Anh). Associated Press. ngày 23 tháng 6 năm 1963. Lưu trữ bản gốc ngày 3 tháng 7 năm 2019. Truy cập ngày 9 tháng 7 năm 2019.
46. 1 2  "First Girl in Space Gets a Rousing Welcome from Communist Women". The Town Talk (bằng tiếng Anh). Alexandria, Louisiana. UPI. ngày 24 tháng 6 năm 1953. tr. 8. Lưu trữ bản gốc ngày 7 tháng 1 năm 2024. Truy cập ngày 8 tháng 11 năm 2024 – qua Newspapers.com.
47. 1 2  Gerovitch 2011, tr. 94.
48. ↑  Gerovitch 2011, tr. 92.
49. ↑  Gerovitch 2011, tr. 94. "Trong những năm 1961–70, các phi hành gia đã thực hiện hai trăm chuyến đi ra nước ngoài; chỉ riêng Tereshkova đã đi đến bốn mươi hai chuyến. Bà là người nhận được nhiều lời mời nhất trong số các phi hành gia."
50. ↑  Oller, Jorge Oller (ngày 4 tháng 4 năm 2019). "Glorioso abril de 1961" [Tháng 4 năm 1961 vinh quang]. Cubaperiodistas.cu (bằng tiếng Tây Ban Nha). Unión de Periodistas de Cuba. Truy cập ngày 26 tháng 6 năm 2019.
51. ↑  "Fünf Europatitel für UdSSR-Ruderinnen" [Năm danh hiệu châu Âu dành cho các nữ tay chèo Liên Xô]. Neues Deutschland (bằng tiếng Đức). Quyển 18 số 247. ngày 9 tháng 9 năm 1963. tr. 6. Bản gốc lưu trữ ngày 14 tháng 1 năm 2018. Truy cập ngày 13 tháng 1 năm 2018.
52. ↑  "Tereshkova Will Fly After She's a Mother". The New York Times (bằng tiếng Anh). ngày 5 tháng 2 năm 1964. ISSN 0362-4331. Lưu trữ bản gốc ngày 18 tháng 10 năm 2023. Truy cập ngày 12 tháng 7 năm 2019.
53. ↑  Harrison, Selig S. (1963). "Cosmonauts Score hit in New Delhi". The Washington Post (bằng tiếng Anh). tr. A22.
54. ↑  Ghodsee, Kristen (Winter 2012). "Rethinking State Socialist Mass Women's Organizations: The Committee of the Bulgarian Women's Movement and the United Nations Decade for Women, 1975–1985". Journal of Women's History (bằng tiếng Anh). 24 (4): 57. doi:10.1353/jowh.2012.0044. S2CID 144016452.
55. 1 2  "Inductee Profile" (bằng tiếng Anh). International Space Hall of Fame :: New Mexico Museum of Space History. Bản gốc lưu trữ ngày 17 tháng 2 năm 2012. Truy cập ngày 2 tháng 7 năm 2019.
56. 1 2 3  Ilic, Reid & Attwood 2004, tr. 235–236.
57. 1 2 3  Milkus, Alexander (ngày 6 tháng 3 năm 2007). "Первая в мире женщина-космонавт Валентина Терешкова: Я чуть было навсегда не осталась на орбите" [Nữ phi hành gia đầu tiên của thế giới Valentina Tereshkova: Tôi gần như mắc kẹt trên quỹ đạo mãi mãi]. Komsomolskaya Pravda (bằng tiếng Nga). Lưu trữ bản gốc ngày 8 tháng 11 năm 2024. Truy cập ngày 6 tháng 7 năm 2019.
58. 1 2 3 4  French & Burgess 2009, tr. 326.
59. ↑  Magill 2013, tr. 3641.
60. ↑  "To the 40th Anniversary of the spaceflight performed by Valentina Tereshkova". RSC Energia (bằng tiếng Anh). Bản gốc lưu trữ ngày 25 tháng 9 năm 2021. Truy cập ngày 12 tháng 7 năm 2019.
61. 1 2 3  "Терешкова Валентина Владимировна" [Valentina Vladimirovna Tereshkova]. er.ru (bằng tiếng Anh). Bản gốc lưu trữ ngày 24 tháng 3 năm 2016. Truy cập ngày 8 tháng 11 năm 2024.
62. ↑  "First woman in space dreams of flying to Mars". Reuters (bằng tiếng Anh). ngày 10 tháng 8 năm 2007. Lưu trữ bản gốc ngày 2 tháng 3 năm 2009. Truy cập ngày 26 tháng 5 năm 2008.
63. ↑  "First female astronaut Valentina Tereshkova wants one-way Mars ticket". News.com.au (bằng tiếng Anh). ngày 9 tháng 6 năm 2013. Bản gốc lưu trữ ngày 16 tháng 4 năm 2016. Truy cập ngày 3 tháng 4 năm 2016.
64. ↑  "Валентина Терешкова – депутат от "Единой России"" [Valentina Tereshkova – người đại diện của Đảng Nước Nga Thống nhất]. Телекомпания НТМ (bằng tiếng Anh). ngày 16 tháng 12 năm 2011. Bản gốc lưu trữ ngày 21 tháng 12 năm 2012. Truy cập ngày 19 tháng 6 năm 2019.
65. 1 2 3  "Кто есть кто: Терешкова Валентина Владимировна" [Giới thiệu: Tereshkova, Valentina Vladimirovna]. Nước Nga thống nhất (bằng tiếng Anh). 2018. Bản gốc lưu trữ ngày 18 tháng 6 năm 2019. Truy cập ngày 18 tháng 6 năm 2019.
66. ↑  "Терешкова Валентина Владимировна" [Tereshkova, Valentina Vladimirovna]. Duma Quốc gia của Quốc hội Liên bang Nga (bằng tiếng Nga). 2016. Lưu trữ bản gốc ngày 23 tháng 9 năm 2015. Truy cập ngày 3 tháng 4 năm 2016.
67. 1 2  "Госдума может изменить Конституцию, чтобы выделить историческую роль православия" [Duma Quốc gia có thể thay đổi Hiến pháp để nhấn mạnh vai trò lịch sử của Chính thống giáo]. Новая газета (bằng tiếng Nga). ngày 22 tháng 11 năm 2013. Truy cập ngày 18 tháng 6 năm 2019.
68. ↑  "Валентина Терешкова и православие" [Valentina Tereshkova và Chính thống giáo]. ateism.ru (bằng tiếng Nga). Lưu trữ bản gốc ngày 24 tháng 7 năm 2024. Truy cập ngày 8 tháng 11 năm 2024.
69. ↑  "Терешкова Валентина Владимировна" [Valentina Vladimirovna Tereshkova]. Государственная Дума (bằng tiếng Nga). Lưu trữ bản gốc ngày 27 tháng 7 năm 2018. Truy cập ngày 18 tháng 6 năm 2019.
70. ↑  Balmforth, Tom (ngày 13 tháng 3 năm 2020). "First woman in space brought down to earth by anger over bid to prolong Putin rule". Reuters (bằng tiếng Anh). Truy cập ngày 8 tháng 11 năm 2024.
71. ↑  Cowing, Keith (ngày 1 tháng 10 năm 2022). "First Woman In Space Sanctioned For Ukraine Invasion Support". NASA Watch. Truy cập ngày 24 tháng 2 năm 2024.
72. ↑  "Specially Designated Nationals List Update". Bộ Ngân khố Hoa Kỳ (bằng tiếng Anh). ngày 30 tháng 9 năm 2022. Lưu trữ bản gốc ngày 24 tháng 12 năm 2022. Truy cập ngày 14 tháng 10 năm 2022.
73. ↑  "USA sanctions dozens of Russian State Duma, Federation Council members – U.S. Treasury Dept". Interfax Ukraine (bằng tiếng Anh). ngày 30 tháng 9 năm 2022. Lưu trữ bản gốc ngày 14 tháng 10 năm 2022. Truy cập ngày 14 tháng 10 năm 2022.
74. ↑  "Council Decision (CFSP) 2022/2477 of 16 December 2022 amending Decision 2014/145/CFSP concerning restrictive measures in respect of actions undermining or threatening the territorial integrity, sovereignty and independence of Ukraine". eur-lex.europa.eu (bằng tiếng Anh). ngày 16 tháng 12 năm 2022. Lưu trữ bản gốc ngày 8 tháng 2 năm 2024. Truy cập ngày 8 tháng 11 năm 2024.
75. ↑  Jozwiak, Rikard (ngày 19 tháng 12 năm 2022). "Wider Europe Briefing: What Exactly Is The EU Sanctioning In Russia? And What's The Future Of The Eastern Partnership?". Đài Châu Âu Tự do/Đài Tự do (bằng tiếng Anh). Lưu trữ bản gốc ngày 19 tháng 4 năm 2024. Truy cập ngày 9 tháng 7 năm 2024.
76. ↑  "TREASURY SANCTIONS INTERNATIONAL SUPPLIERS FOR SUPPORTING RUSSIA'S DEFENSE SECTOR AND WARNS OF COSTS FOR THOSE OUTSIDE RUSSIA WHO PROVIDE POLITICAL OR ECONOMIC SUPPORT FOR RUSSIA'S PURPORTED ANNEXATION". Bộ Ngân khố Hoa Kỳ (bằng tiếng Anh). ngày 30 tháng 9 năm 2022. Lưu trữ bản gốc ngày 12 tháng 3 năm 2023. Truy cập ngày 9 tháng 7 năm 2024.
77. ↑  Eidelman, Tamara (2013). "A Cosmic Wedding". Russian Life (bằng tiếng Anh). 56 (6): 22–25.
78. 1 2 3  Dejevsky, Mary (ngày 29 tháng 3 năm 2017). "The first woman in space: 'People shouldn't waste money on wars'". The Guardian (bằng tiếng Anh). ISSN 0261-3077. Lưu trữ bản gốc ngày 20 tháng 1 năm 2018. Truy cập ngày 15 tháng 5 năm 2019.
79. ↑  "50yrs ago, Tereshkova became first woman in space". Bangkok Post. Agence France-Presse. ngày 16 tháng 6 năm 2013. Bản gốc lưu trữ ngày 4 tháng 8 năm 2020. Truy cập ngày 12 tháng 10 năm 2019.
80. ↑  Gibson 2014, tr. 55.
81. ↑  "Указ Президента Российской Федерации от 1 марта 2017 года № 95 "О награждении государственными наградами Российской Федерации"" [Sắc lệnh số 95 ngày 1 tháng 3 năm 2017 của Tổng thống Liên bang Nga "Về việc trao các giải thưởng nhà nước của Liên bang Nga"]. Sắc lệnh số 95 2017 (bằng tiếng Nga). Tổng thống Nga. Bản gốc lưu trữ ngày 3 tháng 3 năm 2017. Truy cập ngày 18 tháng 6 năm 2019. Lưu trữ ngày 3 tháng 3 năm 2017 tại Wayback Machine
82. ↑  "Указ Президента Российской Федерации от 12 июня 2013 года № 557 "О награждении государственными наградами Российской Федерации"" [Sắc lệnh số 557 ngày 12 tháng 6 năm 2013 của Tổng thống Liên bang Nga "Về việc trao các giải thưởng nhà nước của Liên bang Nga"]. Sắc lệnh số 557 2013 (bằng tiếng Nga). Bản gốc lưu trữ ngày 19 tháng 10 năm 2013. Lưu trữ ngày 19 tháng 10 năm 2013 tại Wayback Machine
83. ↑  "Указ Президента Российской Федерации от 12 апреля 2011 года № 434 "О награждении орденом Дружбы"" [Sắc lệnh số 434 ngày 12 tháng 4 năm 2011 của Tổng thống Liên bang Nga "Về việc trao Huân chương Hữu nghị"]. Sắc lệnh số 434 2011 (PDF). Tổng thống Nga. Truy cập ngày 18 tháng 6 năm 2019. Lưu trữ ngày 11 tháng 9 năm 2024 tại Wayback Machine
84. ↑  Gamov, Alexander (ngày 22 tháng 6 năm 2016). "Иосифу Кобзону и Валентине Терешковой вручены боевые медали за Сирию" [Joseph Kobzon và Valentina Tereshkova được trao tặng các huân chương quân sự vì Syria]. Komsomolskaya Pravda (bằng tiếng Nga). Truy cập ngày 20 tháng 6 năm 2019.
85. ↑  "Валентине Терешковой вручили медаль Минобороны РФ "За укрепление боевого содружества"" [Valentina Tereshkova được trao tặng huy chương của Bộ Quốc phòng Liên bang Nga "Vì củng cố cộng đồng quân sự"] (bằng tiếng Nga). TASS. ngày 16 tháng 6 năm 2018. Truy cập ngày 20 tháng 6 năm 2019.
86. ↑  "О награждении Почетной грамотой Правительства Российской Федерации Терешковой В.В." [Về việc trao tặng bằng khen của Chính phủ Liên bang Nga cho V.V. Tereshkova.] (bằng tiếng Nga). Lexpro. Bản gốc lưu trữ ngày 3 tháng 3 năm 2016. Truy cập ngày 20 tháng 6 năm 2019.
87. ↑  "Распоряжение Правительства РФ от 12.06.2003 N 778-р "О награждении Почетной грамотой Правительства Российской Федерации Быковского В.Ф. и Терешковой В.В."" [Chỉ thị của Chính phủ Liên bang Nga ngày 12 tháng 6 năm 2003 số 778-p "Về việc trao tặng Bykovsky V.F. và Tereshkova VV" Bằng khen danh dự của Chính phủ Liên bang Nga] (bằng tiếng Nga). Levonevsky. Lưu trữ bản gốc ngày 22 tháng 2 năm 2016. Truy cập ngày 20 tháng 6 năm 2019.
88. ↑  "Распоряжение Правительства РФ от 16.06.2008 N 863-р "О награждении Почетной грамотой Правительства Российской Федерации Терешковой В.В."" [Chỉ thị của Chính phủ Liên bang Nga ngày 16 tháng 6 năm 2008 số 863-p "Về việc trao cho Tereshkova V.V. Bằng khen danh dự của Chính phủ Liên bang Nga"] (bằng tiếng Nga). Lưu trữ bản gốc ngày 22 tháng 2 năm 2016. Truy cập ngày 20 tháng 6 năm 2019.
89. ↑  "Space Couple Wins Title". The Evening Sun (bằng tiếng Anh). Associated Press. ngày 20 tháng 6 năm 1963. tr. 3. Lưu trữ bản gốc ngày 19 tháng 6 năm 2019. Truy cập ngày 8 tháng 11 năm 2024 – qua Newspapers.com.
90. ↑  "Hugs, Kisses Welcome Russ Space Duet Team". Wisconsin State Journal (bằng tiếng Anh). Associated Press. ngày 23 tháng 6 năm 1963. Lưu trữ bản gốc ngày 3 tháng 7 năm 2019. Truy cập ngày 3 tháng 7 năm 2019.
91. 1 2  "Space Woman Gets Bear Hug, Kiss from Nik". The Greenville News (bằng tiếng Anh). Greenville, South Carolina. Associated Press. ngày 23 tháng 6 năm 1963. tr. 1 – qua Newspapers.com.
92. ↑  "Čestný titul Hrdina socialistické práce s právem nosit zlatou hvězdu Hrdiny socialistické práce" [Danh hiệu Anh hùng lao động xã hội chủ nghĩa với quyền đeo ngôi sao vàng Anh hùng lao động xã hội chủ nghĩa] (PDF) (bằng tiếng Séc). ARCHIV KANCELÁŘE PREZIDENTA REPUBLIKY. Lưu trữ (PDF) bản gốc ngày 12 tháng 4 năm 2019. Truy cập ngày 11 tháng 4 năm 2019.
93. ↑  "Rednauts Get Top Marx". Daily News (bằng tiếng Anh). New York, New York. ngày 22 tháng 10 năm 1963. tr. 210. Lưu trữ bản gốc ngày 1 tháng 4 năm 2019. Truy cập ngày 8 tháng 11 năm 2024 – qua Newspapers.com.
94. ↑  "Ghana Honors Tereshkova". The New York Times (bằng tiếng Anh). UPI. ngày 23 tháng 1 năm 1964. ISSN 0362-4331. Lưu trữ bản gốc ngày 18 tháng 10 năm 2023. Truy cập ngày 3 tháng 7 năm 2019.
95. ↑  Randall, Margaret (1975). ""We Need a Government of Men and Women ...!" Notes on the Second National Congress of the Federacion de Mujeres Cubanos, November 25–29, 1974". Latin American Perspectives (bằng tiếng Anh). 2 (4): 114, 117. doi:10.1177/0094582X7500200408. ISSN 0094-582X. JSTOR 2633222. S2CID 145264572.
96. ↑  "Первая женщина-космонавт Валентина Терешкова" [Nữ phi hành gia đầu tiên Valentina Tereshkova]. Rossiyskaya Gazeta (bằng tiếng Nga). Bản gốc lưu trữ ngày 27 tháng 3 năm 2019. Truy cập ngày 20 tháng 6 năm 2019.
97. ↑  "Heroina Sovjetskog Saveza: Prije 55 godina bila je prva žena u svemiru, a osvojila je čak i simpatije Vladimira Putina" [Nữ anh hùng của Liên Xô: 55 năm trước bà là người phụ nữ đầu tiên bay vào không gian và thậm chí được Validimir Putin cảm kích]. Prvi.hr (bằng tiếng Croatia). Primum media. ngày 16 tháng 6 năm 2018. Bản gốc lưu trữ ngày 19 tháng 6 năm 2018. Truy cập ngày 26 tháng 6 năm 2019.
98. ↑  "The Eduard Rhein Ring of Honor Recipients". Eduard Rhein Foundation (bằng tiếng Anh). Bản gốc lưu trữ ngày 18 tháng 7 năm 2011. Truy cập ngày 5 tháng 2 năm 2011.
99. ↑  "Red Cosmonaut Meets Queen, Down-to-Earth". The Salt Lake Tribune (bằng tiếng Anh). Salt Lake City, Utah. Reuters. ngày 6 tháng 2 năm 1964. tr. 7. Lưu trữ bản gốc ngày 22 tháng 6 năm 2019. Truy cập ngày 8 tháng 11 năm 2024 – qua Newspapers.com.
100. ↑  "FAI Awards" (bằng tiếng Anh). Liên đoàn Thể thao hàng không Thế giới. ngày 10 tháng 10 năm 2017. Lưu trữ bản gốc ngày 30 tháng 5 năm 2023. Truy cập ngày 16 tháng 6 năm 2019.
101. ↑  "Valentina Vladimirovna Tereshkova, DSc, Hero of the Soviet Union, Order of Lenin" (bằng tiếng Anh). Đại học Edinburgh. Truy cập ngày 16 tháng 6 năm 2019.[liên kết hỏng]
102. ↑  "Площадь Терешковой" [Quảng trường Tereshkova] (bằng tiếng Nga). Tver Planet. Truy cập ngày 16 tháng 6 năm 2019.
103. ↑  Egorov, Boris (ngày 13 tháng 4 năm 2018). "Why was a sculptor who promoted Communism executed by the Bolsheviks?". Russia Beyond (bằng tiếng Anh). Truy cập ngày 18 tháng 6 năm 2019.
104. ↑  "САМЫЙ ЗАГАДОЧНЫЙ РЫБИНСКИЙ ПАМЯТНИК" [TƯỢNG ĐÀI BÍ ẨN NHẤT ĐỐI VỚI RYBINSK] (bằng tiếng Nga). РЫБИНСКА Неделя. ngày 6 tháng 12 năm 2018. Lưu trữ bản gốc ngày 23 tháng 10 năm 2023. Truy cập ngày 8 tháng 11 năm 2024.
105. ↑  Rosen, Rebecca J. (ngày 16 tháng 6 năm 2013). "The Remote Siberian Monument to the First Woman in Space, Who Launched 50 Years Ago Today". The Atlantic (bằng tiếng Anh). Lưu trữ bản gốc ngày 2 tháng 3 năm 2016. Truy cập ngày 3 tháng 4 năm 2016.
106. ↑  "500 Men Have Moon Craters Named for Them". Messenger-Inquirer (bằng tiếng Anh). Owensboro, Kentucky. Associated Press. ngày 22 tháng 8 năm 1970. tr. 2 – qua Newspapers.com.
107. ↑  Andersson, Leif E.; Whitaker, Ewen A. (tháng 10 năm 1982). NASA Catalogue of Lunar Nomenclature (PDF) (Báo cáo). NASA. tr. 68. RP-1097. Lưu trữ (PDF) bản gốc ngày 25 tháng 3 năm 2019.
108. ↑  Chao, Tom (ngày 6 tháng 3 năm 2011). "The Astronaut's Playlist: Groovy Songs for Space Travelers". Space.com (bằng tiếng Anh). Lưu trữ bản gốc ngày 6 tháng 10 năm 2024. Truy cập ngày 2 tháng 5 năm 2019.
109. ↑  Koli 2018, tr. 86.
110. ↑  "Valentia – Komputer". AllMusic (bằng tiếng Anh). Lưu trữ bản gốc ngày 18 tháng 10 năm 2023. Truy cập ngày 2 tháng 5 năm 2019.
111. ↑  Bush, John. "The World of Tomorrow – Komputer". AllMusic (bằng tiếng Anh). Lưu trữ bản gốc ngày 18 tháng 10 năm 2023. Truy cập ngày 2 tháng 5 năm 2019.
112. ↑  Carruthers, Sean. "AllMusic Review by Sean Carruthers". AllMusic (bằng tiếng Anh). Lưu trữ bản gốc ngày 18 tháng 10 năm 2023. Truy cập ngày 28 tháng 6 năm 2019.
113. ↑  Burrows, Marc (ngày 17 tháng 2 năm 2015). "Album Review: Public Service Broadcasting – The Race for Space". DrownedInSound (bằng tiếng Anh). Bản gốc lưu trữ ngày 2 tháng 5 năm 2019. Truy cập ngày 2 tháng 5 năm 2019.
114. ↑  Rivers, Joe (ngày 3 tháng 2 năm 2015). "Public Service Broadcasting – The Race For Space". Clash Magazine (bằng tiếng Anh). Lưu trữ bản gốc ngày 24 tháng 10 năm 2023. Truy cập ngày 2 tháng 5 năm 2019.
115. ↑  Woodgate, Paul (ngày 4 tháng 3 năm 2015). "Findlay Napier – VIP: Very Interesting Persons" (bằng tiếng Anh). Folk Radio UK. Truy cập ngày 16 tháng 6 năm 2019.
116. ↑  Keywood, Sean (ngày 4 tháng 8 năm 2014). "Rebecca Front to star in Exmouth filmmakers' new short" (bằng tiếng Anh). Exmouth Journal. Bản gốc lưu trữ ngày 23 tháng 3 năm 2020. Truy cập ngày 13 tháng 6 năm 2019.
117. ↑  Tatarkenkov, Oleg (ngày 17 tháng 6 năm 2003). "На родине Валентины Терешковой" [Tại quê nhà của Valentina Tereshkova]. Rossiyskaya Gazeta (bằng tiếng Nga). Bản gốc lưu trữ ngày 28 tháng 7 năm 2003. Truy cập ngày 17 tháng 6 năm 2019.
118. ↑  "Детская библиотека № 4" [Thư viện trẻ em số 4] (bằng tiếng Nga). Bản gốc lưu trữ ngày 20 tháng 6 năm 2019. Truy cập ngày 19 tháng 6 năm 2019.
119. 1 2  Williams, Matt (ngày 29 tháng 11 năm 2016). "Who Was The First Woman To Go Into Space?". Universe Today (bằng tiếng Anh). Lưu trữ bản gốc ngày 7 tháng 10 năm 2024. Truy cập ngày 19 tháng 6 năm 2019.
120. ↑  "В Ярославле открылся планетарий имени Валентины Терешковой" [Một cung thiên văn được đặt theo tên của Valentina Tereshkova mở cửa tại Yaroslavl]. Vesti.Ru (bằng tiếng Nga). ngày 8 tháng 4 năm 2011. Lưu trữ bản gốc ngày 13 tháng 9 năm 2016. Truy cập ngày 8 tháng 11 năm 2024.
121. ↑  Kamalakaran, Ajay (ngày 8 tháng 3 năm 2016). "5 Russian women who built a great legacy". Russia Beyond (bằng tiếng Anh). Lưu trữ bản gốc ngày 18 tháng 10 năm 2023. Truy cập ngày 13 tháng 6 năm 2019.
122. ↑  "Cosmonaut is Woman of the Century" (bằng tiếng Anh). BBC. ngày 11 tháng 10 năm 2000. Lưu trữ bản gốc ngày 30 tháng 4 năm 2009. Truy cập ngày 13 tháng 6 năm 2019.
123. ↑  "Олимпийский огонь понесут Друзь, Фрейндлих и Плющенко" [Druz, Freindlich và Plushenko sẽ mang ngọn lửa Olympic]. Komsomolskaya Pravda (bằng tiếng Nga). ngày 4 tháng 4 năm 2008. Lưu trữ bản gốc ngày 6 tháng 6 năm 2013. Truy cập ngày 4 tháng 3 năm 2013.
124. ↑  Sharp, Tim (ngày 22 tháng 1 năm 2018). "Valentina Tereshkova: First Woman in Space" (bằng tiếng Anh). Space.com. Lưu trữ bản gốc ngày 12 tháng 4 năm 2019. Truy cập ngày 11 tháng 6 năm 2019.
125. ↑  "Moskal renamed all streets bearing Valentina Tereshkova's name". Ukrayinska Pravda (bằng tiếng Ukraina). ngày 12 tháng 4 năm 2014. Bản gốc lưu trữ ngày 21 tháng 4 năm 2016. Truy cập ngày 12 tháng 4 năm 2016.
126. ↑  "The scandal with the renaming in Odessa: the city Council gave the answer". z-news.link (bằng tiếng Anh). ngày 29 tháng 4 năm 2017. Lưu trữ bản gốc ngày 12 tháng 4 năm 2018. Truy cập ngày 2 tháng 5 năm 2017.
127. ↑  "Во Львове предложили отправить памятник Терешковой в музей террора" [Tại Lviv, có một đề xuất gửi tượng đài Tereshkova đến Bảo tàng Khủng bố Đỏ] (bằng tiếng Nga). RBC. ngày 21 tháng 5 năm 2015. Truy cập ngày 18 tháng 6 năm 2019.
128. ↑  "Куди веде вулиця Валентини Терешкової?" [Con đường Valentina Tereshkova dẫn tới đâu?]. LB.ua (bằng tiếng Ukraina). ngày 6 tháng 1 năm 2021. Lưu trữ bản gốc ngày 27 tháng 2 năm 2022. Truy cập ngày 8 tháng 11 năm 2024.
129. ↑  "На Украине переименовали улицы, названные в честь Терешковой, из-за осуждения нацистского режима" [Ở Ukraina, những con phố mang tên Tereshkova được đổi tên để lên án chế độ Đức Quốc xã]. 76.ру (bằng tiếng Nga). ngày 24 tháng 1 năm 2022. Lưu trữ bản gốc ngày 21 tháng 5 năm 2024. Truy cập ngày 8 tháng 11 năm 2024.
130. ↑  "У Львові демонтували пам'ятник радянській космонавтці" [Một bức tượng phi hành gia Liên Xô bị dỡ bỏ ở Lviv] (bằng tiếng Ukraina). Istorychna Pravda. ngày 8 tháng 11 năm 2023. Lưu trữ bản gốc ngày 25 tháng 5 năm 2024. Truy cập ngày 8 tháng 11 năm 2023.